# أمل الآمل فی علماء جبل عامل
کتاب امل الآمل که نام دیگر آن «تذکرة المتبحرین فی العلماء المتأخرین» (ترجمه: یادمان متبحران در مورد دانشمندان أخیر) است در تراجم و شرح حال بزرگان، راویان حدیث و علمای شیعه بر خواسته از جبل عامل و غیر آن می‌باشد. مؤلّف در این کتاب به ذکر معاصران معروف شیخ طوسی و بزرگان و رجال نزدیک به زمان شیخ اکتفا کرده‌است. این کتاب در واقع متمّم و مکمل کتاب میرزا محمد بن علی استر آبادی است.
کتاب امل الآمل به ترتیب حروف الفبا در دو بخش تنظیم شده‌است. بخش اول مشتمل بر شرح حال ۲۱۴ نفر و بخش دوم علماء متأخر از شیخ طوسی که مشتمل بر ۱۱۲۲ نفر است. در بخش دوم بعضی از شرح حال‌ها را بسیار مختصر آورده‌است. شیخ حر عاملی در شرح حال علماء به ولادت، وفات و قسمتی از اشعار و نوشته‌های آنها اشاره کرده و به آثار و تألیفات آنها نیز اشاره می‌کند. کتاب حاضر همواره مورد توجه علما و بزرگان بوده و از جایگاه شایسته‌ای در بین کتابهای رجال و تراجم بر خوردار می‌باشد.

## مولف
محمد بن حسن بن علی بن محمد حسین معروف به شیخ حرّ عاملی مشغری

## انگیزه نگارش
مولف در جلد دوم این کتاب (ص ۳۷۰) انگیزه نگارش این اثر را رؤیایی ذکر می‌کند که در سال ورود به مشهد (۱۰۷۳ ه‍. ق) دیده‌است. او به دلیل مشاغل بسیار ۲۳ سال بعد، آن را به رشته تحریر در می‌آورد. در این باره نوشته‌اند:
شروع تألیف این کتاب سال ۱۰۹۶ ه‍ ق. و پایانش اول جمادی الثانی ۱۰۹۷ بوده‌است. شرح حال علمای جبل عامل که شیخ در این کتاب نگاشته ۲۰۹ نفر و از علمای غیر جبل عامل ۱۱۱۰ نفر است».

## وضعیت نشر
این کتاب در دو جلد به زبان عربی به همت و تحقیق احمد حسینی اشکوری از طرف انتشارات مکتبه الأندلسِ بغداد در سال ۱۳۸۵ ق به چاپ رسیده‌است.

## بخش‌های کتاب
شیخ حرّ عاملی این کتاب را به دو بخش تقسیم کرده‌است:
بخش اول: به تراجم و شرح حال علمای جبل عامل اختصاص دارد و مشتمل بر ۲۱۴ شرح حال است. مؤلف در این بخش در نوشتن شرح حال، دامنهٔ بحث را گسترش داده و ولادتها و وفاتها و قسمتی از اشعار و نوشته‌های ایشان را نیز ذکر کرده‌است.
بخش دوم: در این بخش علمای متأخر از شیخ طوسی (متوفای ۴۶۰ هجری قمری) را ذکر می‌کند و مشتمل بر ۱۱۲۲ شرح حال است. با این وجود شرح حال برخی اشخاص از قلمش افتاده، همچنانکه در بخش اول کتاب نیز چنین است.
در نوشتن شرح حال افراد، روش مؤلف در دو بخش کتاب متفاوت است. در بخش اول اهتمام به تفصیل داشته در حالی که در بخش دوم بعضی از شرح حالها را بسیار مختصر نوشته و در موارد زیادی تاریخ ولادت، وفات، و نکات مهمی که جا داشت ذکر شود را حذف نموده‌است.

## ترتیب و تنظیم
تراجم را به صورت الفبایی مرتب کرده‌است. در آخر آن بعد از حرف «ی» باب کنیه‌ها را ذکر کرده‌است. در بخش دوم فصلی را افزوده با عنوان مواردی که با «ابن» شروع می‌شود. در بخش اول دوازده مقدمه و در بخش دوم دوازده فایده آورده‌است. مطالب موجود در مقدمه‌ها از این قرار است: 'منزلت راویان و محدثان'، 'مجاز بودن بررسی عمیق شرح حال اشخاص'، 'چگونگی شناختن عدالت و نکوهش کسی که در خود برتری می‌بیند هنگامی که در مقایسه با گذشتگان در خود امتیازی قائل است'، 'برتری دادن متقدمین بر متأخرین و بالعکس'، 'علت اهتمام ورزیدن برای جمع‌آوری شرح حال علمای متأخر از شیخ طوسی'، 'علت مقدم داشتن علمای جبل عامل بر دیگران'، 'تتبع بسیار در احوال علمای متأخر'